# Vandrande ängstrollslända
Vandrande ängstrollslända (Sympetrum fonscolombii) är en art i insektsordningen trollsländor som tillhör familjen segeltrollsländor.

## Kännetecken
Den vandrande ängstrollsländans hane har röd grundfärg på kroppen, medan honan har en mer gulbrunaktig. Vingarna är genomskinliga med mindre rödgula basfläckar. Dess vingribbor, särskilt längs vingens framkant, är övervägande rödaktiga, bara några få är svarta. Vingmärket är gulaktigt till gulrött med svarta kanter. Bakvingens längd är 26 till 31 millimeter och bakkroppens längd är 24 till 28 millimeter.

## Utbredning
Den vandrande ängstrollsländan finns i södra Europa och i områden av Afrika och Asien, så långt österut som till Indien. Den är känd för att ofta göra långa flyttningar och kan då och då ses i Sverige, samt ganska regelbundet i Storbritannien, Holland och Tyskland. Troligtvis fortplantar den sig dock inte så långt norrut som i Sverige i någon större utsträckning.

## Levnadssätt
Den vandrande ängstrollsländan finns i många olika slags habitat, från kärr till stora sjöar. Utvecklingstiden från ägg till imago är ett år i norra Europa och flygtiden maj till oktober. I södra Europa kan arten ha två generationer per år och en flygtid som sträcker sig in i november. 